# Vildemoinhos
Vildemoinhos, antes Vil de Moinhos, é uma localidade da cidade de Viseu, fazendo parte do novo centro da cidade de Viseu.
Nesta localidade nasceu e viveu Carlos Lopes, campeão olímpico, enquanto jovem.
Aqui se localiza o Estádio dos Trambelos (casa do Lusitano Futebol Clube de Vildemoinhos), o Ecomuseu de Vildemoinhos, a Quinta do Bosque e a Quinta da Cruz.

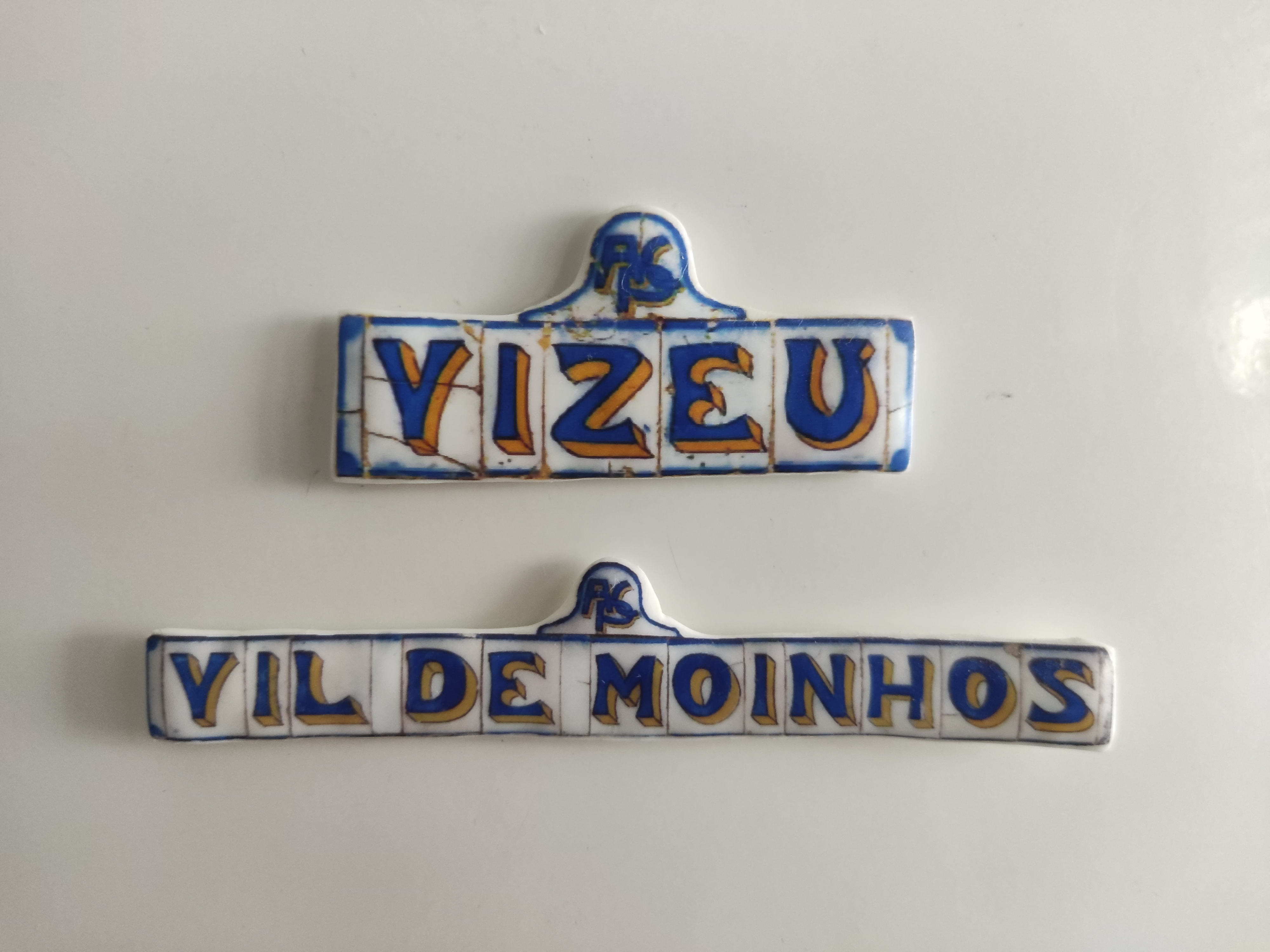
Réplica dos azulejos identificativos de Vildemoinhos, existentes no passado a entrada da aldeia e ainda com a nomeclatura original.

Terra das Cavalhadas de Vildemoinhos, tradição que nasceu em 1652 em honra a São João Batista. 